# Namosi
Namosi ist eine der vierzehn fidschianischen Provinzen (yasana) und eine von acht Provinzen auf der Insel Viti Levu. Sie liegt westlich von Suva und umfasst eine Fläche von 570 km². 2017 wurden 7.871 Einwohner gezählt. Damit ist die Provinz die zweitkleinste in Bezug auf die Einwohnerzahlen.

## Geographie

Karte der Provinzen Fidschis

Die Provinz liegt im Westen der Central Division und grenzt im Südwesten an die Provinz Serua und im Westen an die Provinz Nadroga-Navosa der Western Division; im Osten grenzen die Provinzen Rewa und Naitasiri an. Eine große tektonische Verwerfungslinie zieht sich durch Viti Levu. Ein Teil davon verläuft durch die Täler von Navua und Waidina, die früher zu einem einzigen Flusssystem gehört haben, durch die tektonischen Aktivitäten, welche die Namosi Gorge gebildet haben, sind sie heute aber getrennt.
In der Provinz Namosi liegt der gleichnamige Namosi District sowie die Distrikte Veivatuloa und Wainikoroiluva.
Die Provinz wird vom Namosi Provincial Council unter der Leitung von Ratu Kiniviliame Taukeinikoro verwaltet. Der Oberhäuptling von Namosi ist der Turaga Na Tui Namosi, Ratu Suliano Matanitobua.
Navua ist eine Stadt in der Provinz, von der sich Teile auf das Gebiet der Provinz Serua erstrecken.

## Entwicklung
In Namosi wird das Potential von Wasserkraft zur Energiegewinnung gerade erprobt; Frankreich hat Unterstützung für ein Großprojekt zugesagt. Außerdem gibt es Bodenschätze in Form von Kupfererzen.
2016 wurde ein Hotel lizenziert, welches als „unplugged“ beworben wird. Das Hotel ist eine Rekonstruktion eines traditionellen Fidschianischen Dorfes, errichtet mit traditionellen Baumethoden und -materialien.